# Crosby County
Crosby County je okres ve státě Texas v USA. K roku 2010 zde žilo 6 059 obyvatel. Správním městem okresu je Crosbyton. Celková rozloha okresu činí 2 336 km².